# Бетешань
Бетешань, Бетешані (рум. Bătășani) — село у повіті Вилча в Румунії. Входить до складу комуни Валя-Маре.
Село розташоване на відстані 168 км на захід від Бухареста, 56 км на південний захід від Римніку-Вилчі, 41 км на північ від Крайови.

## Населення
За даними перепису населення 2002 року у селі проживали 564 особи, усі — румуни. Усі жителі села рідною мовою назвали румунську.